# Eberhard Vogdt
Eberhard Konrad Roman Vogdt (27 de julho de 1902 — 9 de fevereiro de 1964) foi um velejador estoniano, medalhista olímpico. Ele competiu nos Jogos Olímpicos de Verão de 1928 na classe 6 Metre e conquistou a medalha de bronze na disputa a bordo do Tutti V com Nikolai Vekšin, Andreas Faehlmann, Georg Faehlmann e William von Wirén.
Mesmo antes da ocupação soviética da Estônia, Vogdt foi para a Alemanha, onde viveu até sua morte. Em 1945, ele foi mobilizado para o exército alemão e esteve brevemente em um campo de prisioneiros de guerra aliado.